# Werner Raykowski
Werner Raykowski (* 4. Juli 1911 in Gießen; † 11. April 2006 in  Bonn) war ein deutscher Diplomat in der Zeit des Nationalsozialismus und Verlagsleiter. 

## Leben
Raykowski besuchte das Realgymnasium in Gießen und studierte von 1931 bis 1935 Germanistik, Geschichte und Volkswirtschaft an den Universitäten Gießen, Gent und Berlin. Er trat zum 1. April 1933 der NSDAP bei (Mitgliedsnummer 1.552.764) und erhielt 1934 eine Stelle beim Volksbund für das Deutschtum im Ausland. Am 9. März 1939 wechselte er in das Außenministerium und wurde persönlicher Pressereferent des Reichsaußenministers Joachim von Ribbentrop.
Raykowski wurde Ende des Zweiten Weltkrieges in einer Gruppe geflohener AA-Mitarbeiter von den Amerikanern in Bad Gastein festgenommen. Über seine Vernehmung, Internierung und Entnazifizierung ist nichts bekannt. In der Bundesrepublik wurde er Verlagsleiter beim Societäts-Verlag und beim Verlag Gruner & Jahr. In der Bundeshauptstadt Bonn betrieb er zu Beginn der achtziger Jahre einen Pressedienst.